# Étienne Alfred Luton
Etienne Alfred Luton, né le 13 février 1830 à Reims et mort le 16 avril 1896 dans la même ville, est un médecin français.

## Biographie
Homme de lettres et amateur d'art, il entreprend de brillantes études puis décroche un doctorat en médecine en 1859. Il se marie alors avec Laure Tonnellet. Officiant à l'Hôtel-Dieu de Reims, il fait ses débuts comme suppléant d'anatomie puis de pathologie interne, avant de décrocher la chaire de clinique interne. En 1861, il obtient enfin le poste de directeur de l'Ecole de médecine et de pharmacie de Reims. Il est le précurseur des injections sous-cutanées à effet local. On lui doit le sérum de Luton, employé contre la diarrhée cholériforme. Il est fait chevalier de la légion d'honneur.
Il meurt le 16 avril 1896 à Reims et est inhumé dans le canton 7 du cimetière du Nord de Reims.
La place Luton à Reims est nommée en son honneur depuis 1899. Parmi ses descendants, son arrière-petite-fille Monique Luton fut écrivaine sous le nom de Claude Orcival et épouse du diplomate et homme politique Alain Peyrefitte.